# 港尾溝溪疏洪道
港尾溝溪疏洪道為位於臺灣臺南市的一條排洪道，全長3.8公里。

## 歷史
港尾溝溪發源於關廟區，行經歸仁區、仁德區，下游匯入二仁溪，每逢颱風豪雨，歸仁、仁德易因二仁溪水位暴漲成災，港尾溝溪疏洪道是地方爭取、經濟部水利署第六河川局發包監造，總工程費約新台幣10億1000萬元，將港尾溝溪分洪到二仁溪，2014年7月27日完工.

## 豆腐渣工程
2014年8月15日凌晨，完工不到20日的港尾溝溪疏洪道下游出水口護岸竟嚴重崩塌，威脅到緊鄰的高速公路。針對媒體質疑工程疑似偷工減料，擋土牆中無鋼筋，被評為豆腐渣工程，水利署反駁說兩項結構物內確實都有鋼棒及鋼筋。台南地檢署立即分案偵辦。
2014年8月27日，監造工程師、工地主任和監工等三人皆承認偷工減料，雖然當時送檢的原料是合格的，但實際施工時，包商卻偷偷把原料給換掉，改用營建廢棄物填充，包含工地主任和監工以及工程師等3人都坦承涉案，裁定交保候傳。檢察官以依詐欺取財，業務登載不實等罪起訴。 
在檢察官查勘現場後15天，當初負責這項工程監造等事務的李姓經理，被檢方認定涉嫌不法。2014年9月4日，他遭到羈押禁見，後被起訴（台南地檢署起訴書，103年度偵字第12822號等）。
2015年1月6日，台南地檢署偵結，依詐欺、偽造文書等罪嫌起訴「艾奕康設計顧問公司計畫經理李祈宏及監造工程師凌國華」、「包商松華營造的工程現場負責人陳劍龍及陳劍龍的助理吳宜珊」等四名員工。檢方未對六河局官員採取追訴行動，但六河局官員在審核設計圖說、驗收上，有無行政疏失？監察院已向南檢調取相關卷證、追查官員是否有行政疏失責任。

## 豆腐渣起訴[7]
事故已4年過後，李姓經理無罪定讞；而且，他還獲得38萬多元刑事補償金。

### 一審
這項工程共分為6個施工區域，其中，發生崩塌的是「第6工區」。李經理被起訴的關鍵之一，是一名具有大地技師專業背景的魏姓證人指述。但是，法官發現，魏的證詞大有問題。

#### 李說
被告李經理，還有另外5名證人都指出，魏姓證人是承作從第1到第6工區的「全線」版樁動靜力分析的原設計人。

#### 魏說
魏堅決指稱，他只負責做第1、2工區。

#### 結果
在這件工程中，魏姓證人和李經理都是大地技師；但在這件官司中，他們處於「敵對」關係。因為，雙方說詞不一。究竟誰說的才是事實？而且，既然有這麼多的證人說詞對李經理有利，且部分證人也是大地技師，檢察官為什麼會採信魏的說詞，而起訴李？由於事涉工程專業，法官做了很多鑑定調查。其中之一，是把案情函送行政院公共工程委員會。鑑定結果出爐後，法官再經比對，最後做出認定：是被告李經理的說法，符合事實根據（台南地院判決書，103年度訴字第887號，判決理由四之（二）之2之（3））。法官的見解，和被告的指述不謀而合──檢察官聽信片面之詞。
一審判決：李經理無罪。

### 二審
檢察官不服，上訴二審。

#### 檢方的部份上訴理由
李姓經理曾指出，對於這項工程，他和魏姓大地技師以電子郵件往返討論數次；檢察官認為，如果確有此事，則雙方應該會討論到工程相關分析的內容，「但相關的會議紀錄、電子郵件何在？」檢察官上訴還說，如果李經理的說詞是真的，那麼他應該會有相關的書面資料做為依據，才稱得上合理，但被告卻沒有提出過。檢察官的這番理由，讓人匪夷所思。

#### 檢察官負有舉證責任
《刑事訴訟法》是檢察官辦案的基本教條；此法第161條第1項規定：對於被告的犯罪事實，檢察官不僅應該要負舉證責任，並且還要指出能夠證明的方法。也就是說，檢察官所質疑的相關會議紀錄、電子郵件，以及被告沒有提出的有關書面資料，這是統統是屬於檢察官依法應該盡到的實質舉證責任；何況，被告並沒有證明自己無罪的義務。

#### 結果
檢察官的部分上訴理由，還被二審認為邏輯不通。因為，李經理由於拿不出相關書面資料，就被檢察官認為不合理；但是，檢察官自己也提不出這些證據、魏姓證人也拿不出這些電子郵件，難道就是合理？
法官駁回檢察官上訴（台南高分院判決書，105年度上易字第753號），李經理無罪定讞。